# NGC 3975
NGC 3975 este o galaxie spirală situată în constelația Ursa Mare. A fost descoperită în 21 februarie 1874 de către Lawrence Parsons.